# Kimminsoperla kaputaris
Kimminsoperla kaputaris är en bäcksländeart som beskrevs av Günther Theischinger 1980. Kimminsoperla kaputaris ingår i släktet Kimminsoperla och familjen Notonemouridae. Inga underarter finns listade i Catalogue of Life.